# تپه گرکه لان (ک. ۴۱)
تپه گرکه لان (ک. ۴۱) در شهرستان هرسین، روستای فیروز آباد واقع شده و این اثر در تاریخ ۲۴ فروردین ۱۳۸۲ با شمارهٔ ثبت ۸۱۴۳ به‌عنوان یکی از آثار ملی ایران به ثبت رسیده است.